# أندريه هوبير
أندريه هوبير (بالفرنسية: André Hubert )‏ (و. 1635 – 1700 م) هو ممثل، وممثل مسرحي، من فرنسا، توفي في باريس، عن عمر يناهز 65 عاماً.

## مناصب
تولى منصب شريك في المسرح الوطني الفرنسي ‏.